# Bleccia obscurus
Bleccia obscurus är en insektsart som beskrevs av Capener 1968. Bleccia obscurus ingår i släktet Bleccia och familjen hornstritar. Inga underarter finns listade i Catalogue of Life.